# 克勞斯·哈塞爾曼
克劳斯·哈塞尔曼（德語：Klaus Hasselmann，1931年10月25日—），德国海洋学家、氣候建模师。知名研究成果为展现气候变异的“哈塞尔曼模型”，该系统拥有长期相依性（海洋），集成了随机强迫，从而将白噪声信号转换为红噪声信号，以此解释（无需特殊假设）气候中无处不在的红噪声信号。2021年，哈塞尔曼与真鍋淑郎一同获得诺贝尔物理学奖，以表彰他们对“建构物理形式的地球气候模型，量化可变性并确切地预测全球暖化”所做的突破性贡献。

## 生平
哈塞尔曼生于魏玛共和国时期的汉堡，父亲埃尔温·哈塞尔曼是经济学家、记者兼出版商，1920年代活跃于德国社会民主党。1934年中旬，希特勒掌权纳粹德国，哈塞尔曼举家搬到英国，逃离纳粹对社会民主党人的镇压，当时哈塞尔曼两岁。一家人住在伦敦北部的韦林花园市，父亲做起了记者。虽然哈塞尔曼一家不是犹太人，但在贵格会的帮助下抵达英国，之后住在多为犹太裔德国移民的社区。克劳斯·哈塞尔曼就读于韦林花园市小学与文法学校（Elementary and Grammar School），1949年通过A-level考试获得剑桥高中证书。哈塞尔曼在英国过得开心，而英语也成了他的第一语言。1948年，一家人回到汉堡，克劳斯则留在英国完成A-level课程。1949年8月，将满18岁的哈塞尔曼随父母回到西德，完成高等教育。1949年至1950年参加机械工程实践课程后，他于1950 年进入汉堡大学学习物理和数学。
1955年，哈塞尔曼获汉堡大学物理学与数学文凭，1957年在哥廷根大学和马克斯·普朗克流体动力学研究所获得物理学博士学位，1964年至1975年担任汉堡大学地球物理研究所所长兼理论地球物理学全职教授。
1975年2月至1999年12月，任汉堡马克斯·普朗克气象研究所创始所长。1988年1月至1999年11月，任德国气候计算中心科学主任。现任欧洲气候论坛副主席。
哈塞尔曼论文课题包括气候动力、随机过程、海浪、遥感和综合评估研究。
通过一连串研究海浪非线性互动的论文，哈塞尔曼在海洋学建立了一定的声誉。他在论文中将费曼图的形式主义应用于经典随机波场。后来，他发现等离子体物理学家正把类似的技术应用于等离子体波，重新发现了魯道夫·佩爾斯一些通过非线性声子相互作用解释固体中的热量扩散的结果。这个发现让他重新审视等离子体物理学领域，重燃早前对量子场论的兴趣。
1971年，哈塞尔曼获美国气象学会斯沃卓普奖章（Sverdrup Medal），1997年获皇家气象学会西蒙斯纪念奖章（Symons Memorial Medal），2002年4月获欧洲气象物理学会威廉·皮耶克尼斯奖章，2009年获BBVA基金会知识前沿奖气候变迁奖。
克劳斯·哈塞尔曼与妻子苏珊娜于1957年结婚，两人是马克斯·普朗克气象研究所的同事，育有三个孩子。

## 著作
- M. Welp, K. Hasselmann, C. Jaeger, Climate Change and Paths to Sustainability: the Role of Science- Based Stakeholder Dialogues （页面存档备份，存于）, The Environment
- Barnett, Tim; Zwiers, Francis; Hengerl, Gabriele; Allen, Myles; Crowly, Tom; Gillett, Nathan; Hasselmann, Klaus; Jones, Phil; Santer, Ben; Schnur, Reiner; Scott, Peter; Taylor, Karl; Tett, Simon. . Journal of Climate (American Meteorological Society). 2005-05-01, 18 (9): 1291–1314. ISSN 1520-0442. doi:10.1175/jcli3329.1.
- Weber, Michael; Barth, Volker; Hasselmann, Klaus. . Ecological Economics (Elsevier BV). 2005, 54 (2-3): 306–327. ISSN 0921-8009. doi:10.1016/j.ecolecon.2004.12.035.
- Hasselmann, K. . Science (American Association for the Advancement of Science (AAAS)). 2003-12-12, 302 (5652): 1923–1925. ISSN 0036-8075. doi:10.1126/science.1090858.
- Ledley, Tamara S.; Sundquist, Eric T.; Schwartz, Stephen E.; Hall, Dorothy K.; Fellows, Jack D.; Killeen, Timothy L. . Eos, Transactions American Geophysical Union (American Geophysical Union (AGU)). 1999-09-28, 80 (39): 453–458. ISSN 0096-3941. doi:10.1029/99eo00325. (This review paper cites several papers coauthored by Hasselmann.)
- K. Hasselmann, Climate change: Linear and nonlinear signatures, Nature, 398, 755–756, 1999
- K. Hasselmann, Climate-change research after Kyoto, Nature, 390, 225–226, 1997
- K. Hasselmann, Are We Seeing Global Warming? （页面存档备份，存于）, Science, 276, 914–915, 1997

完整列表参见“Interview mit Klaus Hasselmann”, 59, 2006.或哈塞尔曼在马克斯·普朗克气象研究所网站的履历